# Alternanthera ramosissima
Alternanthera ramosissima là loài thực vật có hoa thuộc họ Dền. Loài này được (Mart.) Chodat & Hassl. mô tả khoa học đầu tiên năm 1903.